# Občina Središče ob Dravi
Občina Središče ob Dravi (slovinsky Občina Središče ob Dravi, německy Gemeinde Polstrau) je jednou z 212 občin ve Slovinsku. Nachází se v Podrávském regionu na území historického Dolního Štýrska. Občinu tvoří 5 sídel, její rozloha je 32,7 km² a k 1. lednu 2017 zde žilo 2 019 obyvatel. Správním střediskem občiny je vesnice Središče ob Dravi. Občina vznikla v březnu 2006 vydělením z občiny Ormož.

## Členění občiny
Občina se dělí na sídla:
- Godeninci
- Grabe
- Obrež
- Središče ob Dravi
- Šalovci